# Бондаренко, Борис Константинович
Бори́с Константи́нович Бондаренко (род. 2 августа 1955) — советский и казахстанский футболист, защитник, полузащитник.
В 1980—1983 годах играл во второй советской лиге за «Авангард» Петропавловск. Затем выступал в первенстве КФК за клубы «Локомотив» Петухово (1984), «Авангард» (1986—1987), «Восток» Петухово (1988—1989). В чемпионате Казахстана 1992 года провёл за петропавловскую команду, носившую название «Металлист», четыре матча.